# Whaddon (Cambridgeshire)
Whaddon – wieś w Anglii, w hrabstwie Cambridgeshire, w dystrykcie South Cambridgeshire. Leży 16 km na południowy zachód od miasta Cambridge i 67 km na północ od Londynu. Miejscowość liczy 481 mieszkańców.